# Thomas (Oklahoma)
Thomas – miasto w Stanach Zjednoczonych, w stanie Oklahoma, w hrabstwie Custer.